# Monterado
Monterado este o comună din provincia Ancona, regiunea Marche, Italia, cu o populație de 2.128 de locuitori și o suprafață de 10,57 km².

## Demografie
Format:Demografia/Monterado